# Pierrerue (Alpes-de-Haute-Provence)
Pour les articles homonymes, voir Pierrerue.
Pierrerue est une commune française située dans le département des Alpes-de-Haute-Provence en région Provence-Alpes-Côte d'Azur.

## Géographie

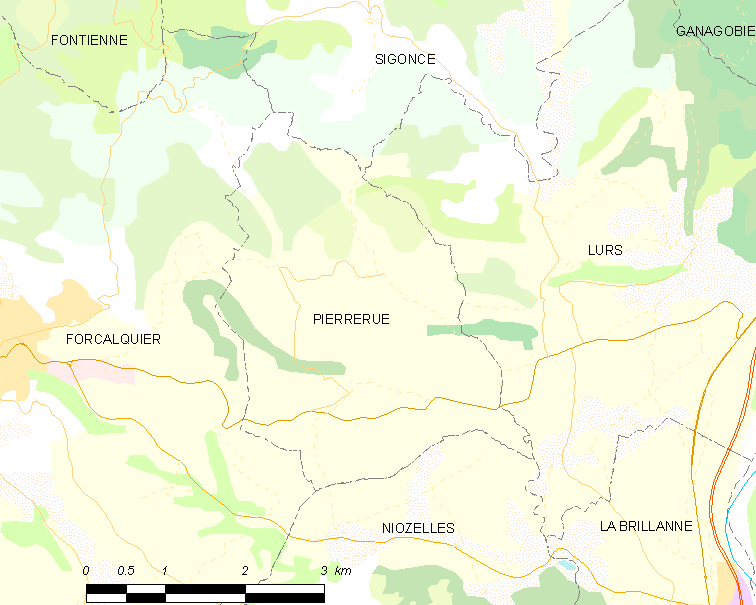
Pierrerue et les communes voisines (Cliquez sur la carte pour accéder à une grande carte avec la légende).

### Localisation
Avec un peu plus de 500 habitants, ce village est situé à 5,5 km de Forcalquier et 6 km de Lurs.
Il est à environ 500 m d’altitude, et installé sur le versant d'une colline et offre de beaux panoramas sur les paysages alentour.
Le village est situé sur le versant nord de la colline de la Fare, où l'on a retrouvé un oppidum celtique (sur la partie forcalquiérenne de la colline).

### Hameaux
- Saint-Pierre,
- les Magnans,
- Nevières.

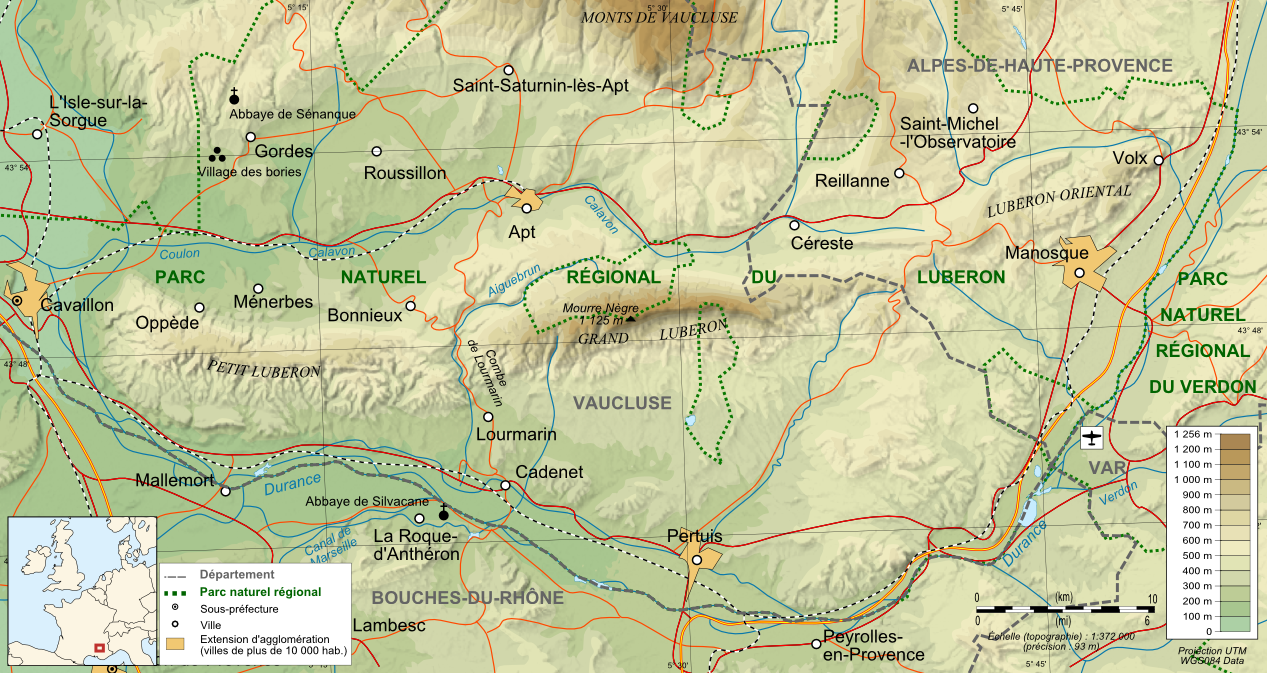
Le territoire du Parc naturel régional du Luberon.

Le village de Pierrerue est sur un site perché. La commune est l'un des soixante-dix-sept membres du parc naturel régional du Luberon, parc qui s'étend, de Cavaillon à l'ouest jusqu'à la Durance à l'est, sur deux départements, quatre-vingt-cinq communes et 185 145 hectares.

### Relief et géologie

Massif des Alpes et localisation des Préalpes de Digne.

Le territoire se situe sur des formations calcaires provençales du Jurassique supérieur et du Crétacé inférieur (roches sédimentaires issues d'un ancien océan alpin), entre trois formations géologiques majeures des Alpes :
- la nappe de Digne à l'est[4], au niveau du lobe de Valavoire[5] : il s'agit d'une nappe de charriage, c'est-à-dire d'une dalle épaisse de près de 5 000 m qui s'est déplacée vers le sud-ouest durant l'Oligocène et la fin de la formation des Alpes. Les lobes (ou écailles) correspondent à la bordure découpée à l'ouest de la nappe.
- la faille de la Durance au sud-est, dans la vallée.

Actuellement, le paysage de Pierrerue est constituée de collines peu élevées (La Fare, point culminant, à 621 m). Les collines les plus visibles sont, outre l'extrémité sud-est de la colline de la Fare, où se trouve le village :
- face au village, à l'est, le coteau du Pibérard, à 489 m d'altitude ;
- le Pibouret, au nord, à 598 m d'altitude ;
- et en limite de la commune de Sigonce, une colline culminant à 621 m.

Les fonds de vallée sont situés à environ 50 m plus bas que les collines qui les environnent.

### Hydrographie
Les principales rivières de Pierrerue sont le ruisseau de Pierrerue, dont la source est située à Forcalquier et qui coule du nord-ouest vers le sud-est ; et le ravin de Fontanié, qui devient le ravin de Monnesargues, de même orientation et qui coule vers Lurs.

### Climat
Pour des articles plus généraux, voir Climat de Provence-Alpes-Côte d'Azur et Climat des Alpes-de-Haute-Provence.
En 2010, le climat de la commune est de type climat méditerranéen altéré, selon une étude du Centre national de la recherche scientifique s'appuyant sur une série de données couvrant la période 1971-2000. En 2020, Météo-France publie une typologie des climats de la France métropolitaine dans laquelle la commune est exposée à un climat de montagne ou de marges de montagne et est dans la région climatique Provence, Languedoc-Roussillon, caractérisée par une pluviométrie faible en été, un très bon ensoleillement (2 600 h/an), un été chaud (21,5 °C), un air très sec en été, sec en toutes saisons, des vents forts (fréquence de 40 à 50 % de vents > 5 m/s) et peu de brouillards.
Pour la période 1971-2000, la température annuelle moyenne est de 11,9 °C, avec une amplitude thermique annuelle de 16,7 °C. Le cumul annuel moyen de précipitations est de 783 mm, avec 6,1 jours de précipitations en janvier et 3,7 jours en juillet. Pour la période 1991-2020, la température moyenne annuelle observée sur la station météorologique de Météo-France la plus proche, « Dauphin », sur la commune de Dauphin à 8 km à vol d'oiseau, est de 12,6 °C et le cumul annuel moyen de précipitations est de 693,2 mm. 
La température maximale relevée sur cette station est de 42,1 °C, atteinte le 28 juin 2019 ; la température minimale est de −16,4 °C, atteinte le 7 février 2012,,.
Les paramètres climatiques de la commune ont été estimés pour le milieu du siècle (2041-2070) selon différents scénarios d'émission de gaz à effet de serre à partir des nouvelles projections climatiques de référence DRIAS-2020. Ils sont consultables sur un site dédié publié par Météo-France en novembre 2022.

### Voies de communication et transports
La commune de Pierrerue est desservie par la route départementale RD 12, qui la relie à Forcalquier et la RD 4100 (ancienne route nationale 100) à l'ouest, et à la RD 4096 (ancienne route nationale 96) à l'est, dans l'axe essentiel de la vallée de la Durance. La vallée de la Durance est empruntée par les principaux réseaux structurants du département : outre l'ancienne nationale, la ligne de Lyon à Marseille par Grenoble et par l'autoroute A51.
La seule autre route départementale de la commune est la RD 212, qui dessert à partir de RD 12 le village chef-lieu et le hameau de Saint-Pierre.

### Risques naturels et technologiques
Aucune des 200 communes du département n'est en zone de risque sismique nul. Le canton de Forcalquier auquel appartient Pierrerue est en zone 1b (sismicité faible) selon la classification déterministe de 1991, basée sur les séismes historiques, et en zone 4 (risque moyen) selon la classification probabiliste EC8 de 2011. La commune de Pierrerue est également exposée à trois autres risques naturels :
- feu de forêt,
- inondation,
- mouvement de terrain : quelques versants de la commune sont concernés par un aléa moyen à fort[15].

La commune de Pierrerue est de plus exposée à un risque d’origine technologique, celui de transport de matières dangereuses, par route et canalisations La départementale RD 12 peut être empruntée par les transports routiers de marchandises dangereuses. Enfin, la canalisation Transéthylène sert à acheminer de l’éthylène vers Saint-Auban en traversant la commune et constitue un facteur de risque supplémentaire,.
Aucun plan de prévention des risques naturels prévisibles (PPR) n’existe pour la commune ; le Dicrim existe depuis 2011.
La commune a été l’objet de plusieurs arrêtés de catastrophe naturelle pour des inondations, des coulées de boue et des glissements de terrain, en 1987 et 1994.

## Urbanisme

### Typologie
Au 1er janvier 2024, Pierrerue est catégorisée commune rurale à habitat dispersé, selon la nouvelle grille communale de densité à 7 niveaux définie par l'Insee en 2022.
Elle est située hors unité urbaine. Par ailleurs la commune fait partie de l'aire d'attraction de Forcalquier, dont elle est une commune de la couronne,. Cette aire, qui regroupe 7 communes, est catégorisée dans les aires de moins de 50 000 habitants,.

### Occupation des sols
L'occupation des sols de la commune, telle qu'elle ressort de la base de données européenne d’occupation biophysique des sols Corine Land Cover (CLC), est marquée par l'importance des territoires agricoles (79,7 % en 2018), une proportion identique à celle de 1990 (79,7 %). La répartition détaillée en 2018 est la suivante : 
terres arables (77,5 %), milieux à végétation arbustive et/ou herbacée (16,1 %), forêts (4,2 %), zones agricoles hétérogènes (2,2 %).
L'évolution de l’occupation des sols de la commune et de ses infrastructures peut être observée sur les différentes représentations cartographiques du territoire : la carte de Cassini (XVIIIe siècle), la carte d'état-major (1820-1866) et les cartes ou photos aériennes de l'IGN pour la période actuelle (1950 à aujourd'hui).

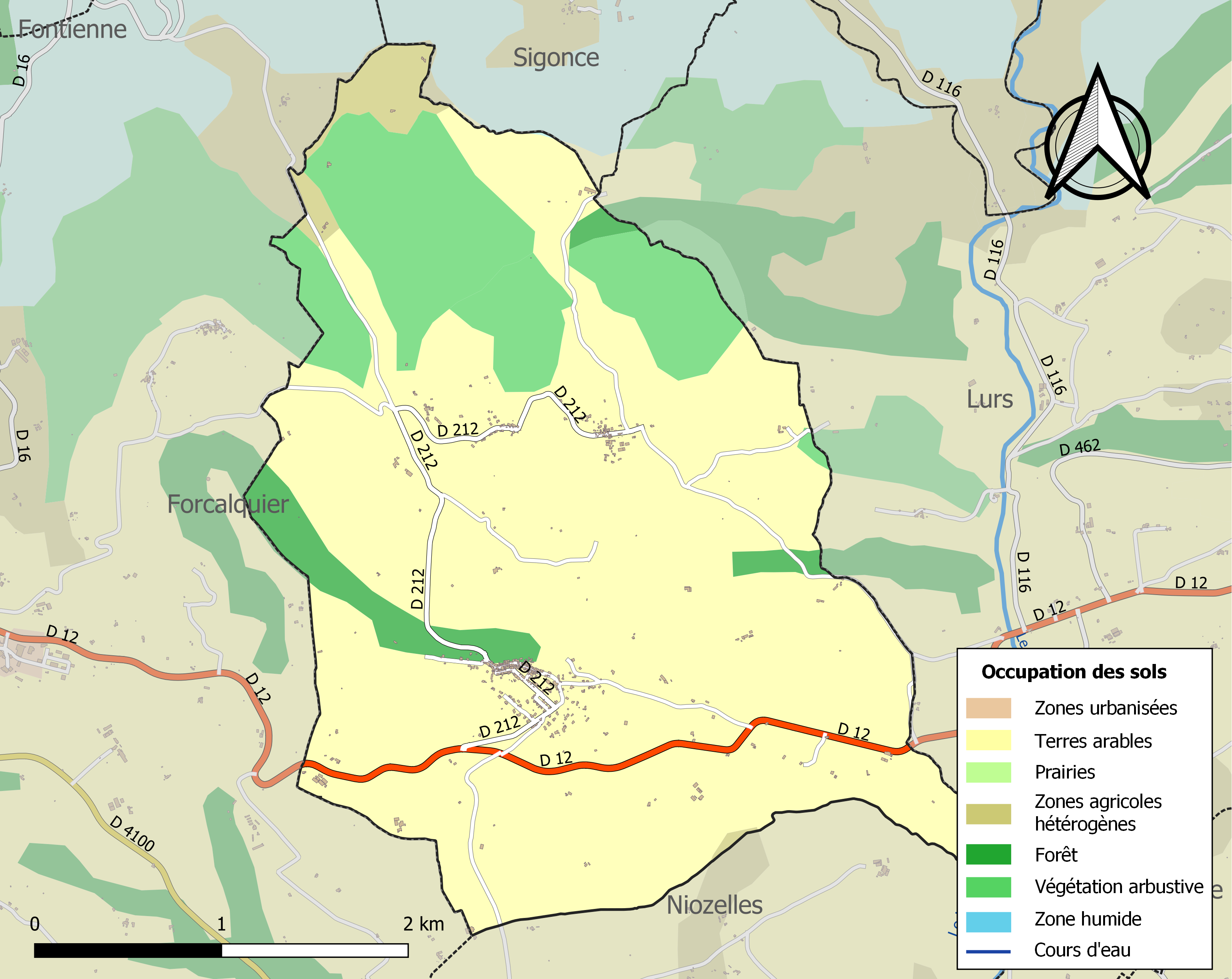
Carte de l'occupation des sols de la commune en 2018 (CLC).

## Toponymie
Le nom du village, tel qu’il apparaît la première fois vers 1166-1179 (Peira Rua), est un composé de l’occitan pèira (pierre, rocher) et de l'ancien occitan rua, conservant le sens de rugosité, aspérité, du latin ruga,.
Le hameau de Varon, proche du tripoint Sigonce-Pierrerue-Ganagobie, est cité dans des chartes des environs de l'an Mil sous la forme Valonus : c'est un bien, peut-être un alleu, donné à l'abbaye de Ganagobie par un certain Tassilus.

## Histoire

### Antiquité
Dans l’Antiquité, le territoire de Pierrerue fait partie de celui des Sogiontiques (Sogiontii), dont le territoire s’étend du sud des Baronnies à la Durance. Les Sogiontiques sont fédérés aux Voconces, et après la conquête romaine, ils sont rattachés avec eux à la province romaine de Narbonnaise. Au IIe siècle, ils sont détachés des Voconces et forment une civitas distincte, avec pour capitale Segustero (Sisteron).
Plusieurs chemins et routes se croisaient à proximité du lieu-dit Varon. Le site de l'actuelle église de Saint-Pierre, au nord du village, a livré plusieurs vestiges antiques.
Alors que le sud-est de la Gaule était une terre burgonde, le roi des Ostrogoths Théodoric le Grand fait la conquête de la région entre la Durance, le Rhône et l’Isère en 510. La commune dépend donc brièvement à nouveau de l’Italie, jusqu’en 526. En effet, pour se réconcilier avec le roi burgonde Gondemar III, la régente ostrogothe Amalasonthe lui rend ce territoire.

### Moyen Âge
La localité apparaît pour la première fois dans les chartes au XIe siècle selon Michel de la Torre. Les comtes de Provence sont seigneur du lieu jusqu’en 1221, quand il donne le fief à Artous de Dorchis. Puis il fait retour au domaine comtal, jusqu’en 1384, quand il est donné à Charles d'Albe. Elle passe ensuite aux Bouliers. Par ailleurs, Raimbaud, évêque de Sisteron, était propriétaire d'un grand domaine dans la commune, dont il fait don au chapitre de Forcalquier.
L’église Saint-Pierre des Visiers est donnée par l’évêque Ours au prieuré de Ganagobie en 967. Elle est ensuite probablement usurpée par des chevaliers, puisque Tassilo, qui la tient par héritage, la donne en 1019 à l’abbaye de Cluny. Elle est ensuite possession du chapitre de Forcalquier (début du XIIe siècle), puis de l’évêque de Sisteron (milieu du siècle) avant de revenir à Ganagobie au XVe siècle.
Aux XIIe et XIIIe siècles, il y a au moins deux villages à Pierrerue, le village haut, autour d'une église Saint-Antoine et du château haut (le château fort proprement dit), et le village bas, autour de l'église Saint-Pierre de Pierrerue et du château bas (le village fortifié). Le curé de ce village bas disposait d'un vaste logement, avec cour intérieure. Au XIIIe siècle, c'est la famille de Villemus qui tient la seigneurie de Pierrerue. En 1229, le comte de Provence Raimond Bérenger IV oblige les marchands à éviter la route de Manosque à La Brillanne pour remonter de Basse en Haute-Provence, et détourne le trafic par La Bastide-des-Jourdans, Lincel et Forcalquier. Ils rejoignent ensuite la vallée de la Durance en passant par Pierrerue. Le comte détourne ainsi des terres du comte Guillaume de Sabran, qui occupe le sud du comté de Forcalquier, et de son fructueux péage de La Brillanne, une grande partie de la circulation.
La délimitation entre Lurs, relevant des évêques de Sisteron, et Pierrerue a longtemps été disputée, le conflit se cristallisant sur le domaine de Monessargues, où se trouvait en outre le moulin de Nausaut. Le hameau de Monnesargues appartient au vallon de Pierrerue, et il est de plus situé rive droite (ouest) du Lauzon, c'est-à-dire du côté de Pierrerue. Il appartenait aux seigneurs de Pierrerue depuis 1145 depuis que Tiburge d'Orange l'avait échangé contre la moitié du château de Lurs. Béatrice de Savoie, comtesse douairière, désigna deux arbitres en 1246, qui attribuèrent définitivement le domaine à l'évêque. Le hameau relève encore de nos jours de Lurs
Parmi les familles éminentes du lieu à cette époque, figurent les Carentesio, possesseurs du lieu correspondant à l'actuelle ferme des Charentes. Ils fournissent de nombreux chanoines au chapitre de la cathédrale de Forcalquier au XIIIe siècle. Les Maurel fournissent eux aussi de nombreux chanoines, ce qui leur permet ensuite d'intervenir dans les affaires de leur village d'origine, comme témoins, arbitres, etc. et donc dans les affaires de leur famille d'origine.
La mort de la reine Jeanne Ire ouvre une crise de succession à la tête du comté de Provence, les villes de l’Union d'Aix (1382-1387) soutenant Charles de Duras contre Louis Ier d'Anjou. La communauté de Pierrerue avait choisi elle aussi le camp carliste, mais en 1383-1385, Carle Albe fait la conquête du village, qui se trouve de force dans le camp des Angevins.

### Révolution française
Durant la Révolution, la commune compte une société patriotique, créée après la fin de 1792.

### Époque contemporaine
Le coup d'État du 2 décembre 1851 commis par Louis-Napoléon Bonaparte contre la Deuxième République provoque un soulèvement armé dans les Basses-Alpes, en défense de la Constitution. Après l’échec de l’insurrection, une sévère répression poursuit ceux qui se sont levés pour défendre la République : 13 habitants de Pierrerue sont traduits devant la commission mixte, la majorité étant condamnés à la déportation en Algérie. Mais même ceux qui n’ont pas été condamnés sont considérés de manière indélébile comme des éléments marginaux par les autorités : ainsi, en 1858, un mineur, insurgé de 1851 non-condamné, sauve la vie d’un de ses camarades au fond d’un puits de la mine de charbon. Il est proposé par l’adjoint au maire à une médaille ou une récompense. L’avis du sous-préfet de Forcalquier est favorable, mais assorti d’une réserve relative à l’insurrection de 1851.
Comme de nombreuses communes du département, Pierrerue se dote d’une école bien avant les lois Ferry : en 1863, elle en possède déjà une qui dispense une instruction primaire aux garçons, au chef-lieu. La même instruction est donnée aux filles, bien que la loi Falloux (1851) n’impose l’ouverture d’une école de filles qu’aux communes de plus de 800 habitants. La commune profite des subventions de la deuxième loi Duruy (1877) pour construire une école neuve.
Jusqu’au milieu du XXe siècle, la vigne était cultivée à Pierrerue. Un vignoble de 36 hectares produisait un vin destiné au marché de Forcalquier et à la vente sur les marchés locaux. Cette culture est aujourd’hui abandonnée.

## Politique et administration

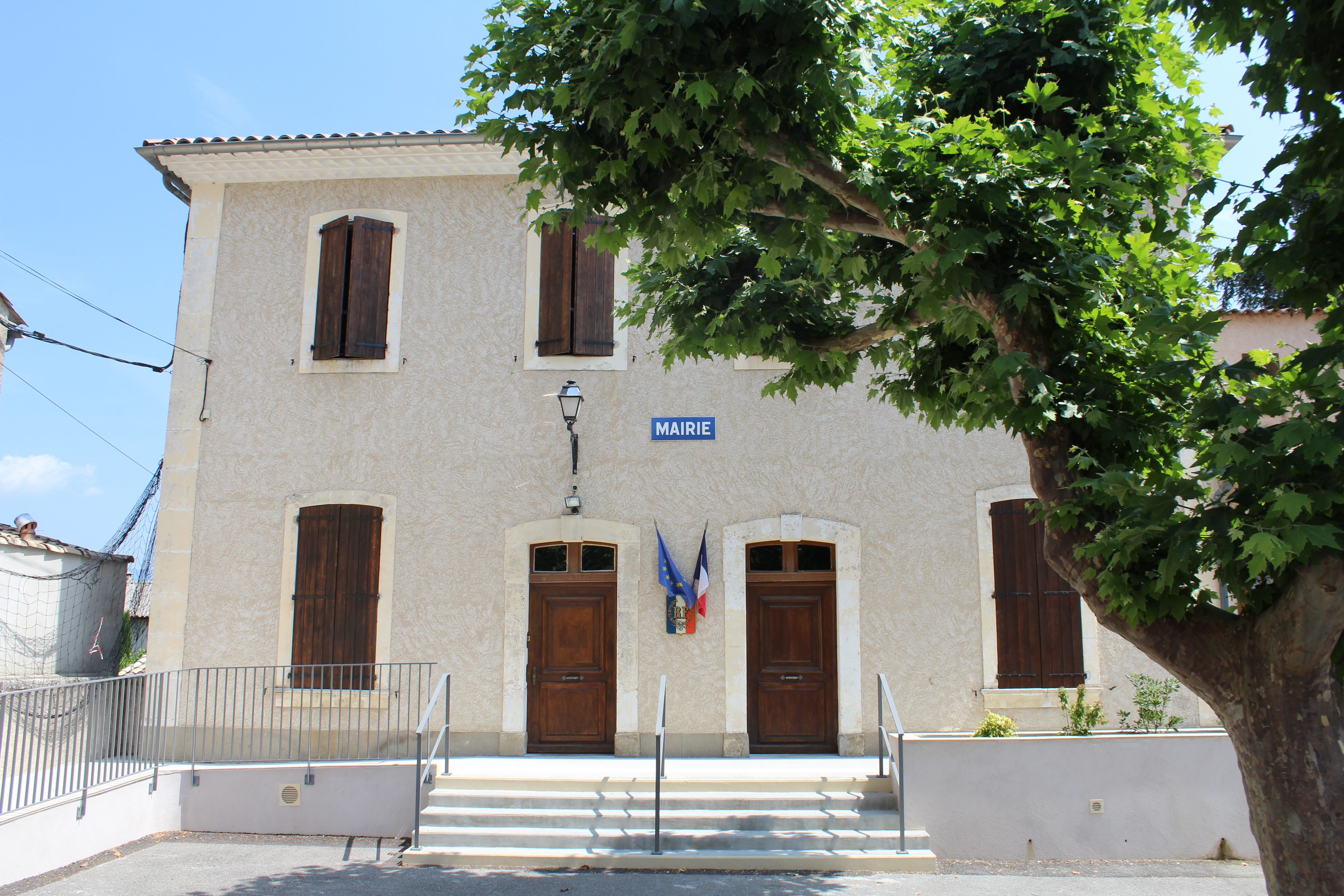
Mairie.

### Administration municipale
De par sa taille, la commune dispose d'un conseil municipal de 11 membres (article L2121-2 du Code général des collectivités territoriales). Lors du scrutin de 2008 il y eut deux tours (neuf élus au premier tour et deux au second). Éric Jean a été élu conseiller municipal au premier tour avec le second total de 191 voix soit 55,20 % des suffrages exprimés. La participation a été de 85,64 %. Il a ensuite été nommé maire par le conseil municipal.

### Liste des maires
L'élection du maire est la grande innovation de la Révolution de 1789. De 1790 à 1795, les maires sont élus au suffrage censitaire pour 2 ans. De 1795 à 1800, il n’y a pas de maires, la commune se contente de désigner un agent municipal qui est délégué à la municipalité de canton.
En 1799-1800, le Consulat revient sur l'élection des maires, qui sont désormais nommés par le pouvoir central. Ce système est conservé par les régimes suivants, à l'exception de la Deuxième République (1848-1851). Après avoir conservé le système autoritaire, la Troisième République libéralise par la loi du 5 avril 1884 l'administration des communes : le conseil municipal, élu au suffrage universel, élit le maire en son sein.
| Période                                  | Période                       | Identité         | Étiquette | Qualité     |
| ---------------------------------------- | ----------------------------- | ---------------- | --------- | ----------- |
| Les données manquantes sont à compléter. |                               |                  |           |             |
| mai 1945                                 |                               | Léon Jean        |           |             |
| juin 1995                                | mars 2001                     | Éric Jean        |           | Agriculteur |
| mars 2001                                | mars 2008                     | Bernard Rochette |           |             |
| mars 2008                                | novembre 2012                 | Éric Jean        |           | Agriculteur |
| 2012                                     | En cours (au 21 octobre 2014) | Didier Derupty,  | DVD       | Employé     |

### Instances judiciaires et administratives
Pierrerue est une des dix communes du canton de Forcalquier qui totalise 12 746 habitants en 2006 Le canton a fait partie de l’Arrondissement de Forcalquier depuis le 17 février 1800 et de la Deuxième circonscription des Alpes-de-Haute-Provence. Pierrerue fait partie du canton de Forcalquier depuis 1801 après avoir fait partie du canton de Lurs de 1793 à 1801. Pierrerue fait partie des juridictions d’instance de Forcalquier, de la prud'hommale de Manosque, et de grande instance de Digne-les-Bains.

### Fiscalité locale
| Taxe                                        | Part communale | Part intercommunale | Part départementale | Part régionale |
| ------------------------------------------- | -------------- | ------------------- | ------------------- | -------------- |
| Taxe d'habitation                           | 7,62 %         | 0,00 %              | 5,53 %              | 0,00 %         |
| Taxe foncière sur les propriétés bâties     | 15,58 %        | 0,00 %              | 14,49 %             | 2,36 %         |
| Taxe foncière sur les propriétés non bâties | 63,50 %        | 0,00 %              | 47,16 %             | 8,85 %         |
| Taxe professionnelle                        | 0,00 %         | 19,40 %             | 10,80 %             | 3,84 %         |

La part régionale de la taxe d'habitation n'est pas applicable.
La taxe professionnelle est remplacée en 2010 par la cotisation foncière des entreprises portant sur la valeur locative des biens immobiliers et par la contribution sur la valeur ajoutée des entreprises (les deux formant la contribution économique territoriale qui est un impôt local instauré par la loi de finances pour 2010).

### Budget et fiscalité 2017
En 2017, le budget de la commune était constitué ainsi :
- total des produits de fonctionnement : 360 000 €, soit 700 € par habitant ;
- total des charges de fonctionnement : 280 000 €, soit 545 € par habitant ;
- total des ressources d'investissement : 78 000 €, soit 151 € par habitant ;
- total des emplois d'investissement : 121 000 €, soit 235 € par habitant ;
- endettement : 221 000 €, soit 429 € par habitant.

Avec les taux de fiscalité suivants :
- taxe d'habitation : 7,62 % ;
- taxe foncière sur les propriétés bâties : 15,58 % ;
- taxe foncière sur les propriétés non bâties : 63,50 % ;
- taxe additionnelle à la taxe foncière sur les propriétés non bâties : 0,00 % ;
- cotisation foncière des entreprises : 0,00 %.

Chiffres clés Revenus et pauvreté des ménages en 2015 : médiane en 2015 du revenu disponible, par unité de consommation : 19 480 €.

## Population et société

### Démographie
Les habitants de la commune sont appelés les Pierreruriens,.
L'évolution du nombre d'habitants est connue à travers les recensements de la population effectués dans la commune depuis 1765. Pour les communes de moins de 10 000 habitants, une enquête de recensement portant sur toute la population est réalisée tous les cinq ans, les populations de référence des années intermédiaires étant quant à elles estimées par interpolation ou extrapolation. Pour la commune, le premier recensement exhaustif entrant dans le cadre du nouveau dispositif a été réalisé en 2004.
En 2022, la commune comptait 530 habitants, en évolution de +10,65 % par rapport à 2016 (Alpes-de-Haute-Provence : +2,84 %, France hors Mayotte : +2,11 %).
En 1471, Pierrerue comptait 18 feux.
| 1765 | 1793 | 1800 | 1806 | 1821 | 1831 | 1836 | 1841 | 1846 |
| ---- | ---- | ---- | ---- | ---- | ---- | ---- | ---- | ---- |
| 530  | 603  | 506  | 604  | 564  | 621  | 615  | 655  | 680  |

| 1851 | 1856 | 1861 | 1866 | 1872 | 1876 | 1881 | 1886 | 1891 |
| ---- | ---- | ---- | ---- | ---- | ---- | ---- | ---- | ---- |
| 683  | 647  | 691  | 615  | 620  | 585  | 568  | 537  | 529  |

| 1896 | 1901 | 1906 | 1911 | 1921 | 1926 | 1931 | 1936 | 1946 |
| ---- | ---- | ---- | ---- | ---- | ---- | ---- | ---- | ---- |
| 516  | 507  | 503  | 453  | 339  | 338  | 336  | 306  | 258  |

| 1954 | 1962 | 1968 | 1975 | 1982 | 1990 | 1999 | 2004 | 2006 |
| ---- | ---- | ---- | ---- | ---- | ---- | ---- | ---- | ---- |
| 255  | 258  | 245  | 222  | 275  | 342  | 404  | 498  | 521  |

| 2009 | 2014 | 2019 | 2022 | - | - | - | - | - |
| ---- | ---- | ---- | ---- | - | - | - | - | - |
| 521  | 493  | 520  | 530  | - | - | - | - | - |

L'histoire démographique de Pierrerue, après la saignée des XIVe et XVe siècles et le long mouvement de croissance jusqu'au début du XIXe siècle, est marquée par une période d'« étale » où la population reste relativement stable à un niveau élevé. Cette période dure de 1831 à 1872. L'exode rural provoque ensuite un mouvement de recul démographique de longue durée. En 1921, la commune enregistre la perte de la moitié de sa population du maximum historique de 1856. Le mouvement de recul se poursuit jusqu'aux années 1970. Depuis, la population a connu une croissance appréciable.

### Enseignement
Établissements d'enseignements :
- Écoles maternelles à Niozelles, Forcalquier, Sigonce,
- La commune est dotée d’une école primaire[70],[71].
- Collèges à Forcalquier, Oraison,
- Lycées à Manosque.

### Santé

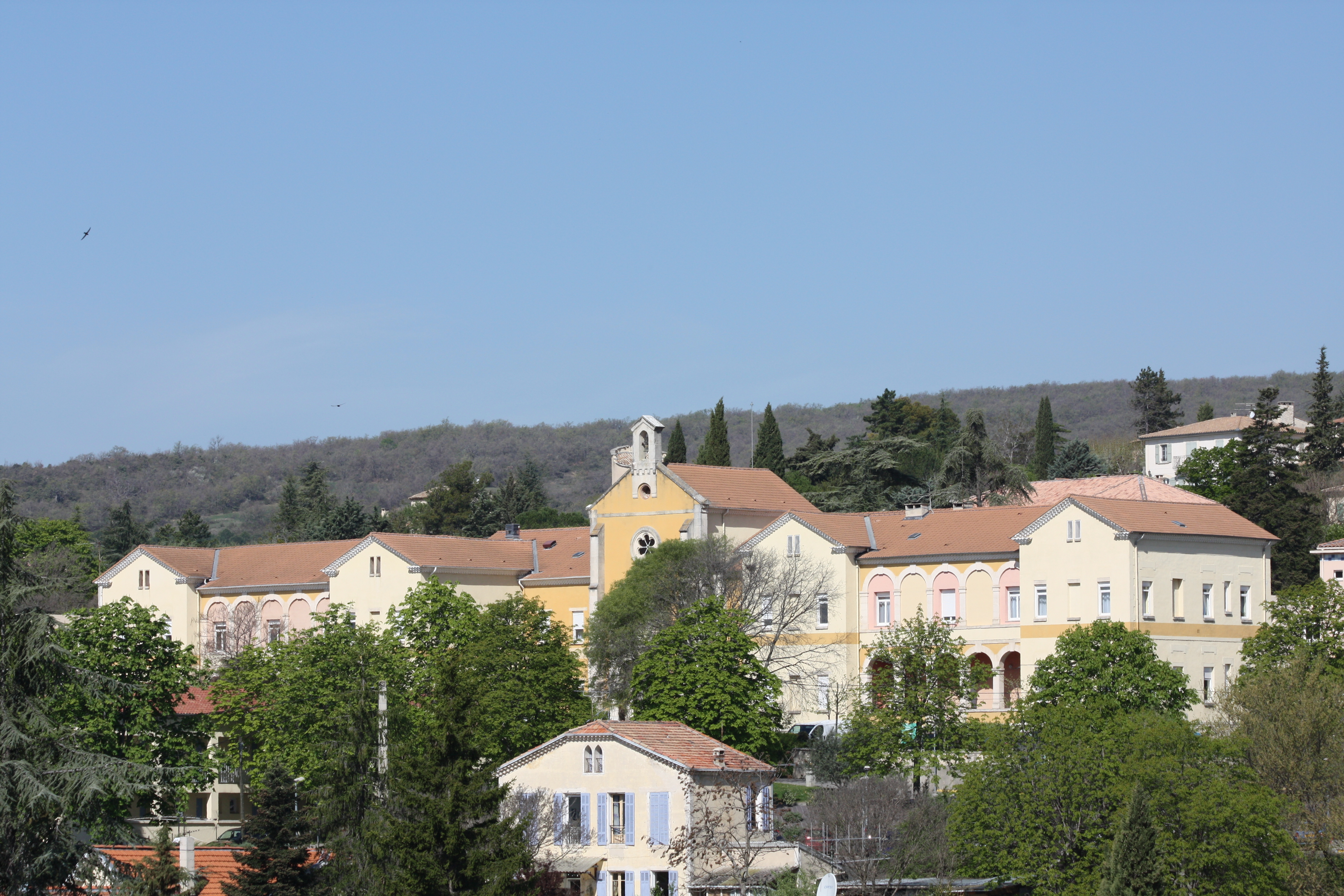
Hôpital Saint-Michel

La commune dépend de l'hôpital local de Forcalquier nommé Saint-Michel et aussi un laboratoire d'Analyses médicales. Selon le magazine l'Express, l'hôpital Saint-Michel fait partie des hôpitaux les plus sûrs de France avec une note de 82,2 sur 100 (classe A) et se classe 63e su le plan national et 2e au niveau départemental. La commune dispose aussi, de trois maisons de retraite (Lou Ben Estre, Lou Seren et Saint-Michel).

## Économie

### Aperçu général
En 2009, la population active s’élevait à 238 personnes, dont 21 chômeurs (23 fin 2011). Ces travailleurs sont majoritairement salariés (67 %)et travaillent majoritairement dans la commune de Pierrerue (61 %), ce qui est assez rare.

### Revenus de la population et fiscalité
En 2008, le revenu fiscal médian par ménage était de 17 118 €, ce qui plaçait Pierrerue au 16 752e rang parmi les 31 604 communes de plus de 50 ménages en métropole.

### Agriculture
Fin 2010, le secteur primaire (agriculture, sylviculture, pêche) comptait 23 établissements actifs au sens de l’Insee (exploitants non-professionnels inclus) et six emplois salariés.
Le nombre d’exploitations professionnelles, selon l’enquête Agreste du ministère de l’Agriculture, est de 13 en 2010, chiffre stable depuis 2000. En 1988, le nombre d’exploitations professionnelles était de 27. Actuellement[Quand ?], ces exploitants sont essentiellement tournés vers les grandes cultures (huit exploitations) ; l’élevage et la polyculture sont aussi pratiqués. De 1988 à 2000, la surface agricole utile (SAU) a peu varié, passant de 833 à 822 ha, avant de remonter lors de la dernière décennie, à 842 ha.
La commune de Pierrerue est dans l’aire de trois labels appellation d'origine contrôlée (AOC), dont le banon, et de dix-neuf labels à indication géographique protégée (IGP) dont quinze concernent les vins (voir ci-dessous), les quatre restants étant le petit épeautre et sa farine, le miel de Provence et l’agneau de Sisteron.
La culture de l’olivier est pratiquée dans la commune depuis des siècles, tout en étant limitée à des surfaces restreintes. Le terroir de la commune se situe en effet à la limite altitudinale de l’arbre, qui ne peut que difficilement être exploité au-delà des 650 mètres. Actuellement[Quand ?], l’oliveraie communale compte moins de 1000 pieds. L’huile produite à partir des olives récoltées dans la commune bénéficie des AOC huile d’olive de Provence et huile d’olive de Haute-Provence.
Parmi les labels couvrant la commune, ceux concernant le vin (alpes-de-haute-provence (IGP) blanc, rouge et rosé et VDP de Méditerranée mousseux ou primeur blanc, rouge et rosé) ne sont pas utilisés, la vigne n’étant pas cultivée pour une production commerciale dans la commune.

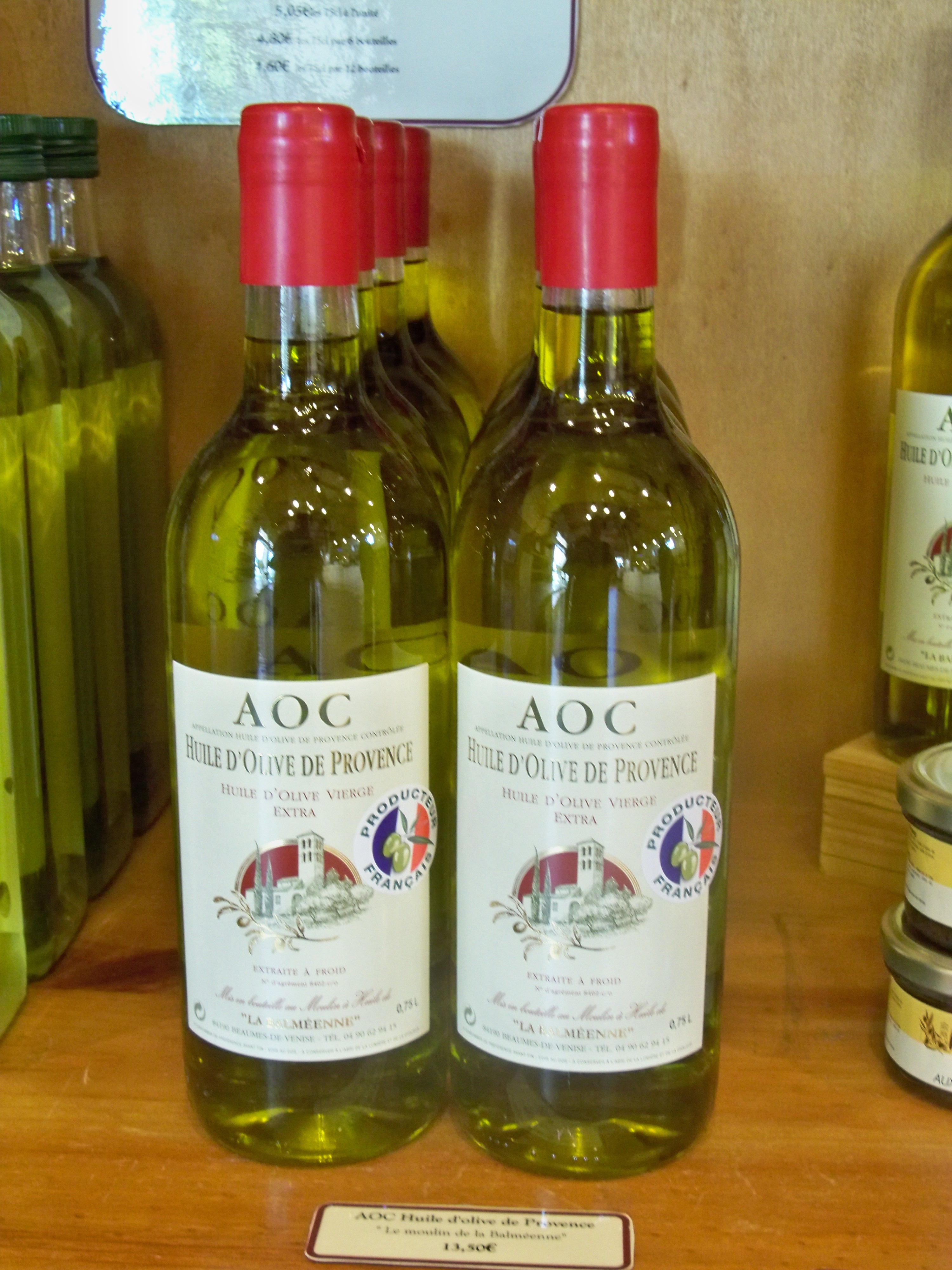
Huile de Provence AOC
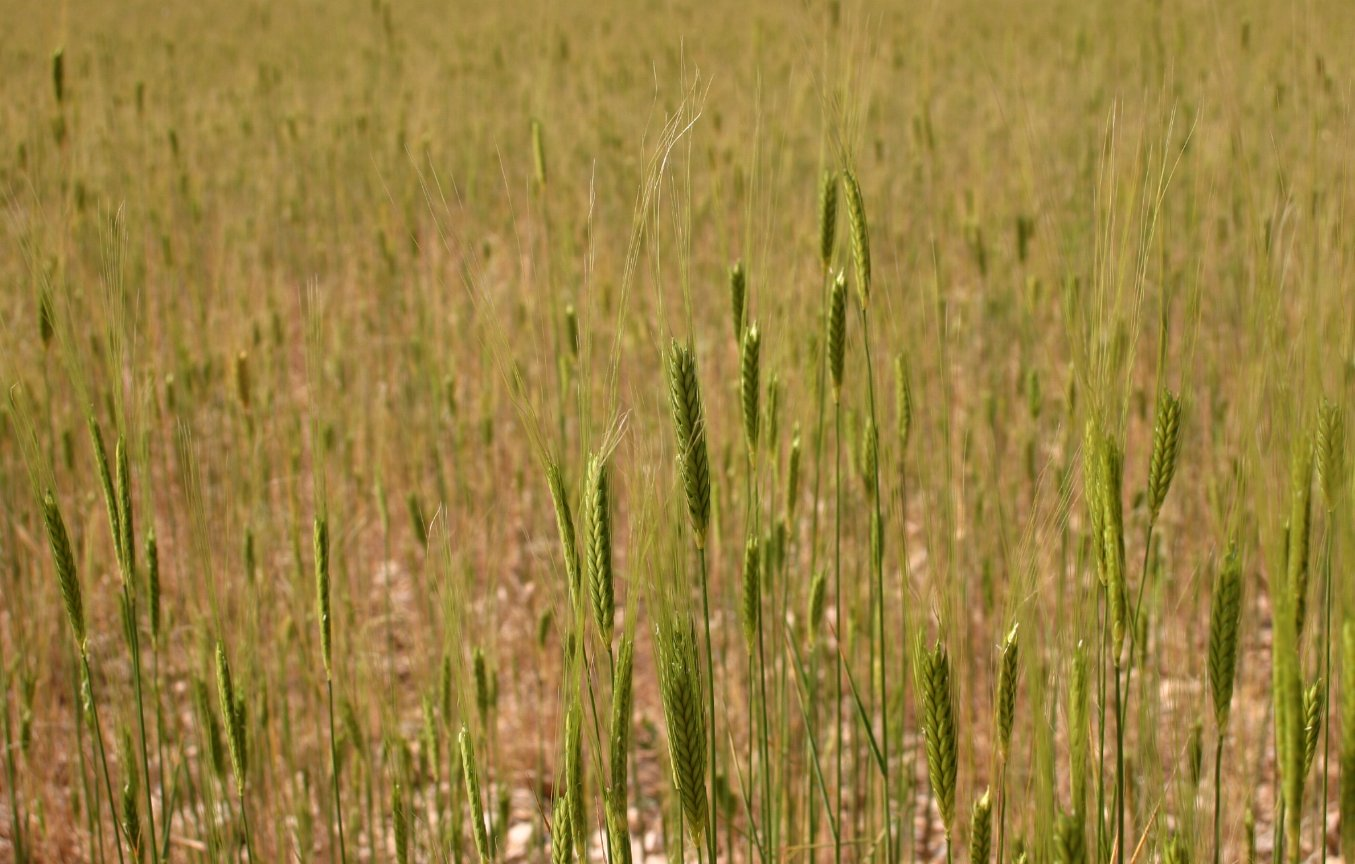
Petit épeautre
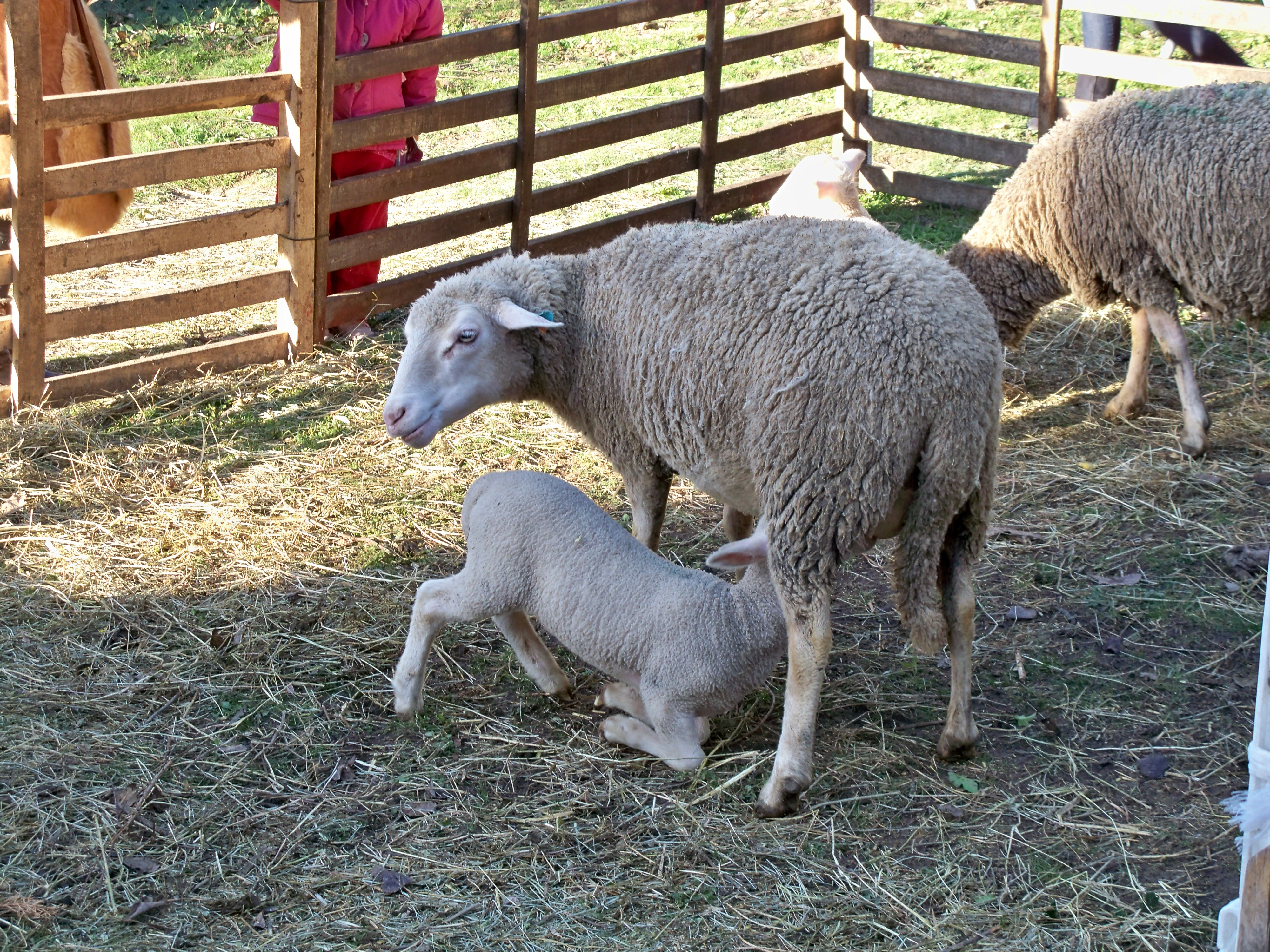
Agneau de Sisteron élevé sous sa mère
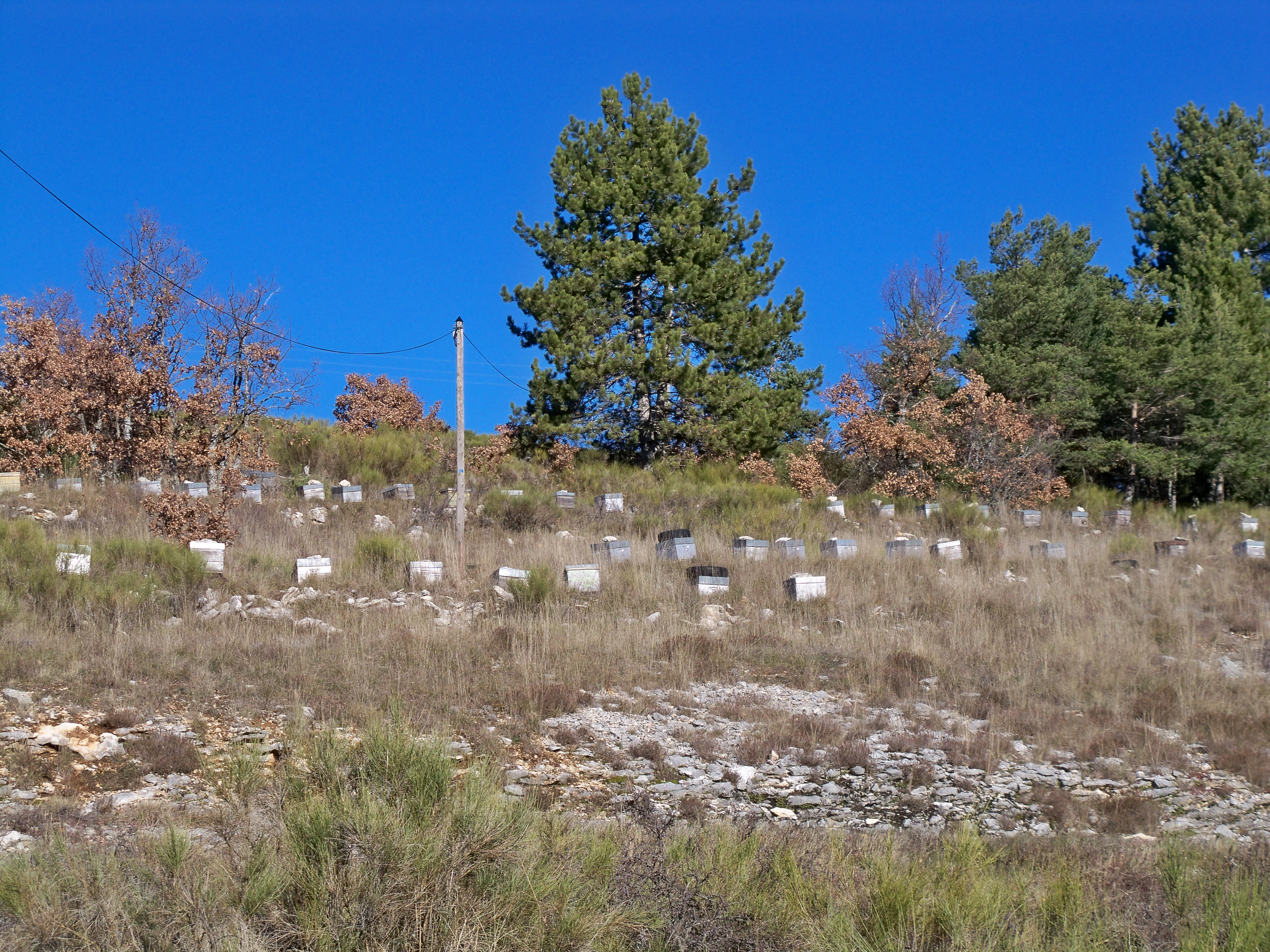
Ruches à la Combe du Pommier
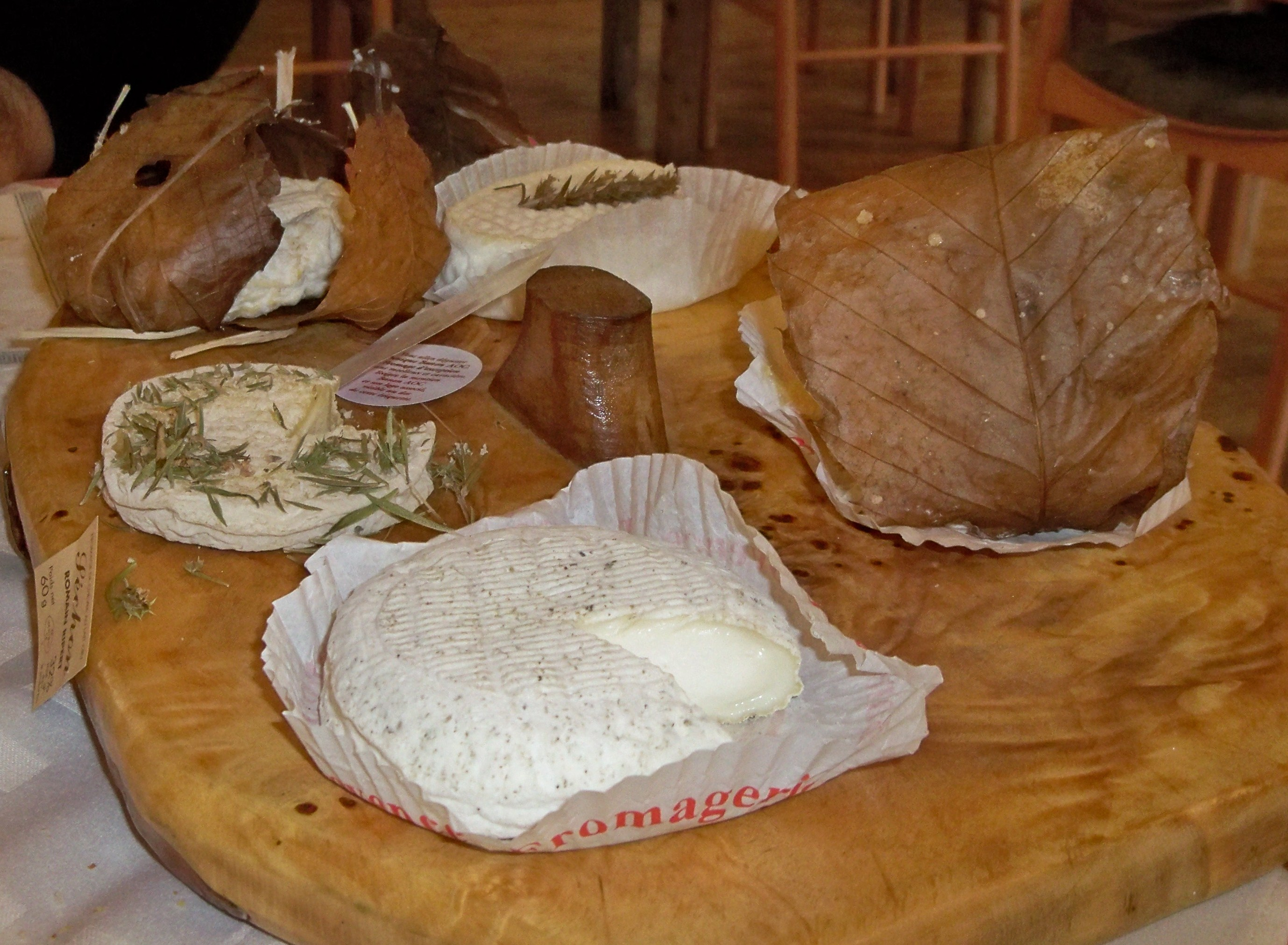
Plateau d'AOC Banon dans un restaurant de Revest-du-Bion

### Commerce
Le café Le Bistrot, qui porte le label Bistrot de pays, adhère a une charte qui a but de « contribuer à la conservation et à l’animation du tissu économique et social en milieu rural par le maintien d’un lieu de vie du village ».
- Marché paysan tous les samedis matin

### Artisanat et industrie
Fin 2010, le secteur secondaire (industrie et construction) comptait 23 établissements, employant 14 salariés.

### Activités de service
Fin 2010, le secteur tertiaire (commerces, services) comptait 26 établissements (avec deux emplois salariés), auxquels s’ajoutent les six établissements du secteur administratif (regroupé avec le secteur sanitaire et social et l’enseignement), salariant huit personnes.
D'après l’Observatoire départemental du tourisme, la fonction touristique est d’une importance moyenne pour la commune, avec entre un et cinq touristes accueillis par habitant, l’essentiel de la capacité d'hébergement étant non-marchande. Plusieurs structures d’hébergement à finalité touristique existent dans la commune :
- des meublés labellisés[89] ;
- des chambres d’hôtes[90] ;
- et un hébergement collectif[91].

Les résidences secondaires apportent un complément intéressant à la capacité d’accueil: au nombre de 65, elles représentent 20 % des logements,.

## Culture locale et patrimoine

### Lieux et monuments

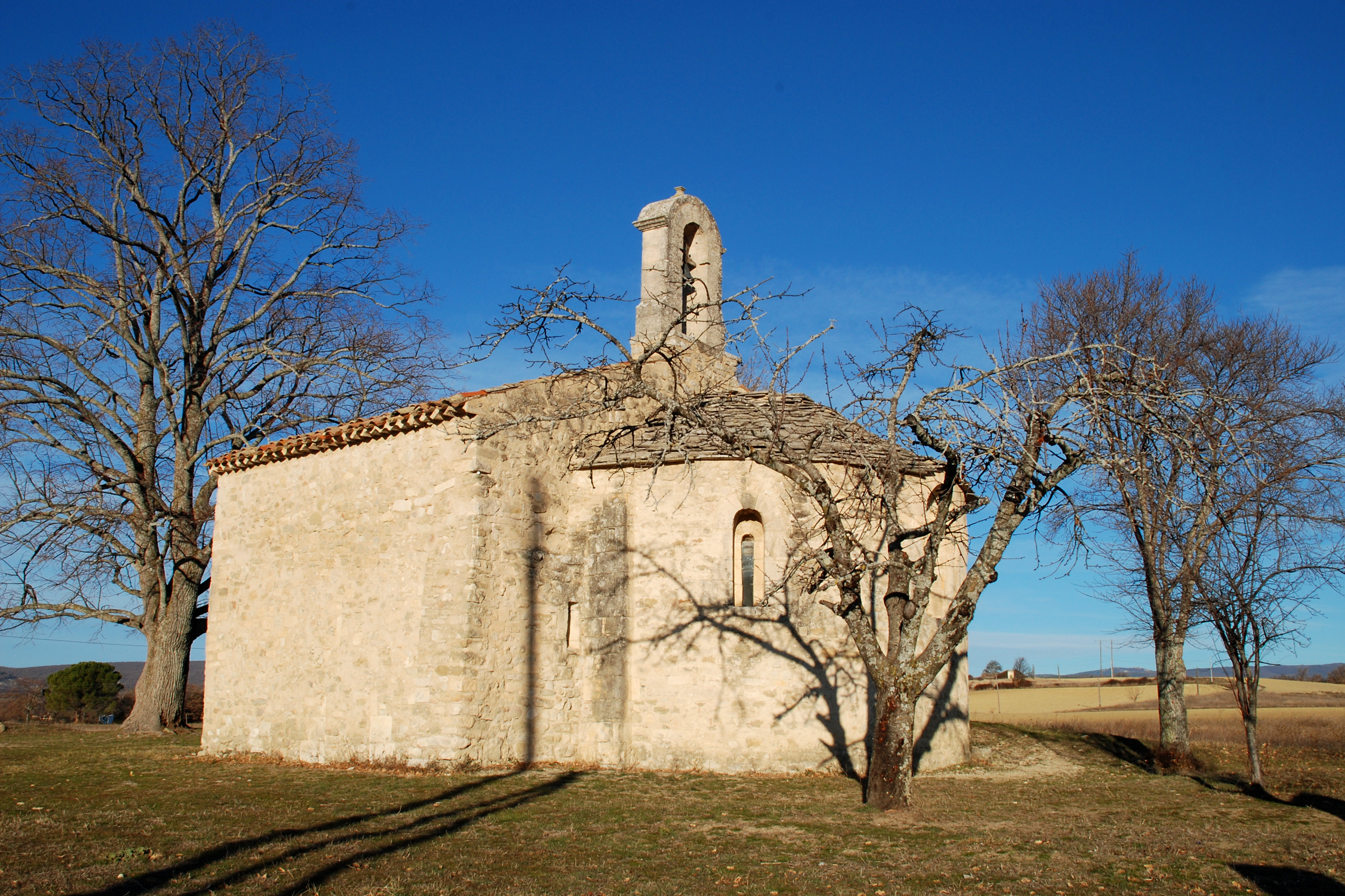
Chapelle Saint-Pierre de Pierrerue

Le château fort, en ruines, est construit aux XIVe et XVe siècles ; il a été remanié au XVIIe siècle.
L’église paroissiale, sous la titulature du Saint-Sacrement, romane et reconstruite au XIXe siècle, conserve des parties plus anciennes (XIVe et XVe siècles), comme la nef, longue de trois travées, et son chevet plat. Les chapiteaux, ornés de feuillages, et le chœur sont gothiques (XIVe ou fin XVe siècle). Sa crèche date du milieu du XIXe siècle. Les deux cloches sont de 1737.
La chapelle Saint-Pierre
, au hameau de Saint-Pierre (XIIIe siècle), est un ancien prieuré dépendant de l’abbaye de Ganagobie. Restaurée, elle existait dans la deuxième moitié du XIe siècle. Il reste le chœur, l’abside et ses deux absidioles et le clocher-mur. Des tombes des VIe et VIIIe siècles ont été fouillées tout autour,. La DRAC ne date les restes de cette chapelle que des XIIe et XIIIe siècles (inscrits comme monuments historiques).
La chapelle Saint-Clair, au sud de la commune, est en ruines.
- Tour de l'horloge (1789)
- Mairie installée dans l’ancien relais de poste
- maison du vieux four

Le monument aux morts. Conflits commémorés : 1914-1918 et 1939-1945 

### Héraldique
| Blason de Pierrerue | Blason  | D'azur aux deux lettres capitales P et R d'argent accompagnées en chef d'une étoile du même,. |
| Blason de Pierrerue | Détails | Le statut officiel du blason reste à déterminer.                                              |

### Personnalités liées à la commune
- Joseph Aubanel (1816-1879), peintre, y est décédé.